# Melania Fogelbaum
Melania Fogelbaum, née le 5 juin 1911 à Łódź et morte assassinée le 1er août 1944 au camp d'Auschwitz, est une poétesse, peintre et sculptrice juive polonaise.

## Biographie
Après la création du ghetto de Łódź, elle s'occupe de la jeunesse juive en organisant des activités culturelles. Dans le ghetto, elle vit avec sa mère, Cila Fogelbaum, qui meurt en février 1942. Affaiblie par la faim et les conditions de vie du ghetto, Melania tombe malade de la tuberculose et ne doit sa survie qu'aux rations alimentaires que d'autres partagent avec elles. Le 1er août 1944, elle est déportée avec d'autres Juifs au camp d'Auschwitz-Birkenau, où, probablement directement depuis la rampe, elle est envoyée à la chambre à gaz.
Nachman Zonabend, travaillant au commando des prisonniers qui déblayait l'ancien ghetto, découvre deux cahiers contenant des poèmes, des notes et deux photographies de Melania Fogelbaum. Zonabend survit à la guerre et, en 1950, remet sa découverte à Helena Zymler, une amie de l'auteur des poèmes. Après la guerre, Léon Kowner, ami de Melania Fogelbaum, la recherche, dans l'espoir qu'elle qu'elle a survécu : dans la cour de sa maison, il ne trouve qu'une photographie déchirée. Au début des années 1970, Helena Zymler-Svantesson rédige en langue suédoise une anthologie de littérature et de documents de l'époque de l'occupation nazie en Pologne, intitulée « Och skuggorna blir längre » (« Et les ombres s'allongent »). Elle y inclut plusieurs poèmes de Melania. Helena Zymler-Svantesson fait don des cahiers et des photographies au United States Holocaust Memorial Museum à Washington en 1998. Parmi les documents conservés à l'USHMM se trouve aussi une correspondance de Melania avec sa famille et ses amis, sous forme de cartes postales. Six ans plus tard, avec Leon Kowner et son fils, ils décident de publier son œuvre. Leon Kowner rédige un mémoire sur Melania et un recueil de poèmes est publié à l'occasion du 60e anniversaire de la liquidation du ghetto.
Les poèmes, écrits au crayon et entremêlés de notes et pensées de la poétesse, ont pour thème la vie quotidienne dans le ghetto entre 1941 et 1944, l'amour et le désir de vivre. Ils sont écrits sans signes de ponctuation et seuls quelques-uns ont des titres.